# Мишуткино (Московская область)
Мишуткино — деревня в Наро-Фоминском районе Московской области, входит в состав городского поселения Селятино. Численность постоянного населения по Всероссийской переписи 2010 года — 13 человек, в деревне числятся 28 улиц и 3 садовых товарищества. До 2006 года Мишуткино входило в состав Петровского сельского округа.
Деревня расположена на северо-востоке района, у истоков впадающего слева в Пахру безымянного ручья, примерно в 18 километрах к северо-востоку от Наро-Фоминска, высота центра над уровнем моря 199 м. Ближайшие населённые пункты — Новоглаголево и Глаголево в 0,5 км на запад и Жёдочи в 2 км на восток.